# Sokoľ
Sokoľ és un poble i municipi d'Eslovàquia. Es troba a la regió de Košice, a l'est del país.

## Història
La primera referència escrita de la vila data del 1270.

## Demografia
| Godina             | 1994 | 2004    | 2014    | 2024    |
| ------------------ | ---- | ------- | ------- | ------- |
| Nombre de persones | 637  | 873     | 1121    | 1335    |
| Diferència         |      | +37,04% | +28,40% | +19,09% |

| Godina             | 2023 | 2024   |
| ------------------ | ---- | ------ |
| Nombre de persones | 1315 | 1335   |
| Diferència         |      | +1,52% |